# Euura lanatae
Euura lanatae är en stekelart som beskrevs av René Malaise 1920. Euura lanatae ingår i släktet Euura, och familjen bladsteklar. Arten är reproducerande i Sverige.